# Platyrrhinus umbratus
Platyrrhinus umbratus es una especie de murciélago de la familia Phyllostomidae.

## Distribución geográfica
Se encuentra en Colombia y Venezuela.